# Long Tuyền, Lệ Thủy
Long Tuyền (chữ Hán phồn thể: 龍泉市, chữ Hán giản thể: 龙泉市, âm Hán Việt: Long Tuyền thị) là một thành phố cấp huyện thuộc địa cấp thị Lệ Thủy, tỉnh Chiết Giang, Cộng hòa Nhân dân Trung Hoa. Thành phố Long Tuyền có diện tích 3059 ki-lô-mét vuông, dân số 270.000 người. Mã số bưu chính của Long Tuyền là 323700. Chính quyền quận đóng ở số 1, đường Trung Sơn Tây.
Về mặt hành chính, thành phố này được chia thành 3 nhai đạo, 8 trấn và 7 hương, 1 hương dân tộc. Tổng cộng có 11 xã khu, 1 khu cư dân, 442 thôn hành chính.